# Sandro Paparatti
Sandro Paparatti (Rosarno, 7 febbraio 1915 – Roma, 1998) è stato un poeta e traduttore italiano.

## Biografia
Si laureò in legge e lettere a Roma; dal 1935 iniziò a collaborare con la rivista femminile Cordelia e con i periodici Ricostruzione, Risveglio, Azione Democratica, Uomini Liberi, Vivere, Campane a Stormo, Giornale della Sera.
Francesista, tradusse opere di Paul Claudel, con il quale si strinse in amicizia, e curò un'antologia della poesia francese contemporanea. Come riconoscimento dei suoi studi l'Académie française lo insignì delle Palme Accademiche.
Esponente della Scuola romana, fu autore di liriche, accolte anche in antologie estere (Italienische Lyrik der Gegenwart, a cura di Robert Grabski, Vienna, 1948).
Con Federico Vittore Nardelli fondò il movimento internazionale dell'"Universalesimo" e nel 1948, con Edvige Pesce Gorini, l'Associazione Internazionale di Poesia, a cui aderirono anche quattro premi Nobel.
Esercitò l'attività di critico letterario anche sull'Osservatore Romano, Il Popolo, Il dramma, Maternità e infanzia, e collaborò con la RAI-TV e con Radio Vaticana.

## Opere
- Sandro Paparatti, Note per un canto di amore, Roma, Ediz. pagine Nuove, 1950.
- Sandro Paparatti, Ad occhi socchiusi, prefazione di Federico Vittore Nardelli, Reggio Calabria, Casa Ed. Meridionale, 1950.
- Sandro Paparatti, Capitoli sull’Evangelo Eterno, Cosenza, Pellegrini, 1971.
- Sandro Paparatti, Ma io non sono Lazzaro, Roma, Ed. del Girasole, 1979.